# Самесхіо
Самесхіо (груз. სამესხიო) — село в Грузії.
За даними перепису населення 2014 року в селі проживає 333 особи.